# Норт Квинсленд Фьюри
«Норт Квинсленд Фьюри» — бывший австралийский футбольный клуб из города Таунсвилл штата Квинсленд. Выступал в Эй-лиге, первом по значимости футбольном турнире Австралии. Домашние матчи проводил на стадионе «Уиллоуз Спортс Комплекс». Цвета клуба — зелёно-белые.

## История
О создании клуба Эй-лиги в Таунсвилле было объявлено 28 августа 2008 года. 6 ноября 2008 года клуб получил название — «Норт Квинсленд Фьюри».
1 марта 2011 года «Норт Квинсленд Фьюри» был расформирован.
3 октября 2012 года клуб был возрождён под названием «Нортерн Фьюри» для выступления в лиге штата Квинсленд. 13 сентября 2017 года клуб объявил о смене названия, логотипа и цветов. По окончании сезона 2018 «Норт Квинсленд Юнайтед» покинул лигу, заявив о возможном возвращении в будущем.